# Valentin Ghionea
Valentin Ghionea (Craiova, 29 de abril de 1984) es un jugador de balonmano rumano que juega de extremo derecho en el Dinamo de Bucarest y en la selección de balonmano de Rumania.

## Carrera
Ghionea comenzó su carrera en el HC Minaur donde jugó hasta 2005. En 2005 le fichó el Dinamo de Bucarest  para fortalecer aún más la plantilla que ganó la liga en la temporada anterior. Aquí permaneció hasta 2007, y ganó la Supercopa EHF, año en el que fichó por el SC Pick Szeged, uno de los grandes clubes de Hungría. En este club volvió a ganar la Supercopa EHF. En 2010 volvió a Rumanía, donde jugó en el UCM Resita y en la Universitatea Cluj-Napoca, antes de llegar al HCM Constanţa, en donde ganó la liga. Desde 2012 juega en el Orlen Wisła Płock polaco.

## Palmarés

### Pick Szeged
- Copa de Hungría de balonmano (1): 2008

### HCM Constanta
- Liga Națională (1): 2012
- Copa de Rumania de balonmano (1): 2012

### Dinamo Bucarest
- Liga Națională (3): 2021, 2022, 2023
- Copa de Rumania de balonmano (2): 2021, 2022

## Clubes
- HC Minaur (2003-2005)
- Dinamo de Bucarest (2005-2007)
- SC Pick Szeged (2007-2010)
- UCM Resita (2010-2011)
- Universitatea Cluj-Napoca (2011)
- HCM Constanţa (2011-2012)
- Orlen Wisła Płock (2012-2018)
- Sporting CP (2018-2020)
- Dinamo de Bucarest (2020-2023)
- Steaua Bucarest (2023- )